# (55854) Stoppani
(55854) Stoppani est un astéroïde de la ceinture principale de la famille de Hungaria.

## Description
(55854) Stoppani est un astéroïde de la ceinture principale d'astéroïdes, de la famille de Hungaria. Il présente une orbite caractérisée par un demi-grand axe de 1,93 UA, une excentricité de 0,09 et une inclinaison de 23,3° par rapport à l'écliptique.

## Nom
L'objet est nommé d'après les Stoppani : Eugenio Stoppani (1850-1917) qui en 1905 construisit le refuge de montagne sur lequel est bâti l'observatoire de Sormano, l'emplacement de ce refuge étant le lieu où décéda son père Edoardo Stoppani (1818-1892). Un autre Stoppani, Antonio (1824-1891), dont le lien de parenté est probable avec les précédents est un paléontologue célèbre.

## Compléments